# Nick Khan
Nicholas Khan (Las Vegas, ...) è un dirigente d'azienda statunitense, presidente della WWE.

## Primi anni di vita
Khan è nato da genitori immigrati iraniani che si sono trasferiti negli Stati Uniti. Nacque e visse a Las Vegas con i genitori e sua sorella, Nahnatchka Khan. 

## Vita privata
Nel 2000, Khan è apparso come concorrente nel programma Wheel of Fortune dove vinse 6.650 dollari che utilizzò per sostenere un esame presso la Whittier Law School, che superò. Per i successivi 7 anni lavorò come avvocato.

## Carriera

### ICM e CAA (2006–2020)
Alla fine del 2005, Khan entrò a far parte di Broder Webb Chervin Silbermann, dove lanciò la divisione dedicata ai notiziari e alle trasmissioni sportive. Rimase con loro anche dopo la fusione con l'ICM . Nell'aprile 2012, Deadline annunciò in esclusiva che Khan stava cercando di trasferirsi alla CAA, dove avrebbe portato i suoi clienti, tra cui Keith Olbermann, Nancy Grace, Hannah Storm, John Anderson, Jim Lampley, Jalen Rose, Max Kellerman e Freddie Roach.
Nel 2012 è entrato a far parte della Creative Artists Agency, dove ha ricoperto il ruolo di co-responsabile del dipartimento televisivo. Durante il suo soggiorno lì, ha rappresentato clienti di alto profilo tra cui i conduttori televisivi sportivi Colin Cowherd e Mike Greenberg. Nel 2013, mentre rappresentava Tim Tebow dopo il suo rilascio dai New England Patriots, Khan ricevette una chiamata indesiderata da Paul "Triple H" Levesque, che chiedeva informazioni sulla possibilità di ingaggiare Tebow per un incontro all'evento pay-per-view WrestleMania XXX dell'anno successivo contro The Big Show . Sebbene i piani non siano mai andati avanti, questa è stata la prima volta che i due si sono parlati e sono rimasti in contatto. Nel 2019, ha negoziato l'accordo sui diritti televisivi della WWE con NBCUniversal.

### WWE (2020-presente)
Nell'agosto 2020, è stato annunciato che Khan si sarebbe dimesso dal suo ruolo di co-responsabile della televisione presso la CAA per assumere un nuovo ruolo di presidente e direttore delle entrate della WWE, in seguito alla partenza dei co-presidenti George Barrios e Michelle Wilson.
Il 15 giugno 2022, il Wall Street Journal ha riferito che su Vince McMahon, proprietario della WWE, era in corso un'indagine su un furto di 3 miliardi di dollari di risarcimento. McMahon annunciò il suo ritiro un mese dopo, il 20 luglio 2022, e Khan e la presidente Stephanie McMahon vennero entrambi nominati co-CEO. Nel gennaio 2023, una settimana dopo che McMahon annunciò il suo ritorno come presidente, Stephanie si dimise dalla carica, lasciando Khan come unico amministratore delegato.
Il 3 aprile 2023, la WWE ha raggiunto un accordo con Endeavor Group Holdings, Inc. per fondersi con la società madre della UFC, Zuffa, per creare un nuovo conglomerato mediatico noto come TKO Group Holdings . La fusione è stata completata il 12 settembre 2023, quando Endeavor, UFC e lo staff della WWE hanno suonato la campanella della Borsa di New York per celebrare il debutto delle azioni di TKO. Nella fusione, Khan è stato rinominato presidente della WWE, con un posto nel consiglio di amministrazione della TKO.

## Riconoscimenti
- Variety
  - Variety500 (2021) [15]
  - Variety500 (2022) [15]
- Wrestling Observer Newsletter
  - Promotore dell'anno (2023) [16]